# If You Talk In Your Sleep
If You Talk In Your Sleep (Lit. "Si hablas mientras duermes") es una canción del género funk y soul interpretada y grabada por Elvis Presley en 1973, compuesta por su amigo Red West y John Christopher. Conjuntamente con Help Me como cara B la compañía RCA la editó como sencillo saliendo a la venta el 10 de mayo de 1974 y alcanzando cifras de ventas por alrededor de 200.000 copias. A su vez ambos temas formaron parte del álbum Promised Land.

## Grabación y edición
Elvis registró la canción durante las sesiones de grabación en los estudios Stax de Memphis el 11 de diciembre de 1973. El coautor del tema, John Christopher participó a su vez como guitarrista junto a James Burton en la grabación de la misma, Elvis logró a nivel artístico varios temas productivos en esa sesión, encontrándose en su mejor momento anímico para trabajar y con los posteriores arreglos de sonido que se efectuaron sobre las grabaciones, éstas quedaron en un nivel cualitativo acorde al artista.
RCA decidió invertir algo de dinero en publicidad para promocionar el sencillo en 1974 y esta pareció funcionar bien debido a que ambos temas ingresaron a diferentes listas de éxitos, alcanzando un meritorio puesto # 6 en las listas de música Country y Easy Listening de Billboard mientras que en el Hot 100 permaneció unas 13 semanas en total.

## Letra
La canción habla sobre una mujer comprometida que a su vez tiene un amante, el cual en primera persona le recuerda que lo que el amor es mucho más dulce cuando es prestado Love is so much sweeter when it's borrowed mientras que una y otra vez le recomienda que si habla en sus sueños, no mencione su nombre (el nombre del amante) y que si camina en sus sueños como sonámbula, no recuerde dónde vino.

If you talk in your sleep, don't mention my name
And if you walk in your sleep, forget where you came

## Músicos
- Elvis Presley - voz
- James Burton, Johnny Christopher, Charlie Hodge - guitarra
- Norbert Putnam.- bajo
- Ronnie Tutt - batería
- David Briggs, Per-Erik Hallin.- piano y órgano
- Kathy Westmoreland, Mary (Jeannie) Greene, Mary Holladay, Susan Pilkington, - coro femenino
- J.D. Sumner & The Stamps - coro masculino

### Sobregrabación
- Dennis Linde, Alan Rush - guitarra
- Rob Galbraith - percusión
- Bobby Ogdin - piano
- Randy Cullers - organo
- Ginger Holladay, Mary Holladay, Mary Cain - coro[3]

## Listas
| Listas            | Posición alcanzada |
| ----------------- | ------------------ |
| Billboard Hot 100 | 13                 |
| Country charts    | 6                  |
| Easy Listening    | 6                  |
| Cash Box tOP 100  | 23                 |